# Tlokweng
Tlokweng – miasto w południowej Botswanie położone nad rzeką Limpopo tuż przy stolicy kraju, Gaborone, w Dystrykcie South East. Miasto może być uznane za wchodzące w skład konurbacji Gaborone. Tlokweng leży po przeciwnej stronie rzeki, przy drodze prowadzącej do granicy z Republiką Południowej Afryki, przejście graniczne położone jest o 15 km na wschód od miasta. Według spisu ludności przeprowadzonego w 1991 roku Tlokweng liczyło 12 501 mieszkańców, a w 2001 roku 21 133.